# دائرة مداوروش
دائرة مداوروش دائرة في ولاية سوق أهراس. مركزها بلدية مداوروش.